# Felsőbeled
Felsőbeled (németül: Oberbildein)  Beled településrésze, egykor önálló község Ausztriában Burgenland tartományban a Németújvári járásban.

## Fekvése
Monyorókeréktől 3 km-re északra. a magyar határ mellett, a Pinka bal partján fekszik. A mai Beled északi részét képezi. Közigazgatási területe aránylag mélyen beékelődik Magyarország területébe: északi és egyik déli szomszédja, Pornóapáti, illetve Szentpéterfa egyaránt Vas vármegyében található.

## Története
Beledet 1221-ben "Belud" alakban a Ják nemzetség birtokaként említik először. III. András király 1297-ben más birtokokért Monyorókerékkel együtt cserébe Héderváry Jakab mesternek a Németújvári grófok ősének adományozta. 1369-ben I. Lajos király a monyorókeréki uradalmat mint  királyi birtokot, benne Beledet a hozzá hű udvari vitézének, Ellerbach Vilmosnak adta. Ebben az adománylevélben „Belyd” néven említik. 1449-ben jelenik meg először Beled német neve „Pildein” alakban. 1496-ban a monyorókeéki uradalmat Erdődy Bakócz Tamás esztergomi érsek vásárolta meg. Ekkor szerepel először Felsőbeled, melyet "Felaewbelyk" alakban említenek.
1498-ben "Also Beled" és "Felsew Beled" néven már Beled mindkét későbbi településrészét külön említik. 1517-ben birtokainak felosztása után a monyorókeréki uradalom unokaöccsének Erdődy Péternek jutott. 1556-ban Erdődy Péter a monyorókeréki uradalmat Zrínyi Miklósnak adta zálogba. A Zrínyiek 1613-ig maradtak Felsőbeled urai, amikor az uradalmat Erdődy Tamás visszaszerezte. 1643-ban Ferdinánd király a pornói uradalommal a soproni jezsuitáknak adta. 1720-ban  Felsőbeleden 32 portát számláltak. 1787-ben 60 háza és 365 lakosa volt. 1828-ban a házak száma 66,  a lakosoké 389 volt.
Fényes Elek szerint " Felső-Beled, német falu, Vas vgyében, 340 kath. lak., jó rétekkel. F. u. gr. Erdődy. Ut. p. Szombathely."
Vas vármegye monográfiája szerint „ Felső-Beled lakosai németajkúak. Házainak száma 60. Lélekszáma 415, akik vallásra nézve r. katholikusok és ág. evangelikusok. Postája Pornó, távírója Szombathely. A község a Pinka patak mellett fekszik; itt vezetik el a tervezett pinka-mindszent-szombathelyi vasútat. Birtokosa gróf Erdődy Lajos. ” 
1910-ben  411, túlnyomórészt német lakosa volt, de jelentős magyar kisebbség is élt itt. Ebben az évben nyílt meg iskolája is. A trianoni békeszerződésig Vas vármegye Szombathelyi járásához tartozott. A békeszerződések Ausztriának ítélték, így 1922-ben Burgenland része lett. 1924-ben megalakult az önkéntes tűzoltóegylet. Felsőbeledet 1971-ben közigazgatásilag Monyorókerékhez csatolták. 1993. január 1-jén népszavazással elszakadt Monyorókeréktől Alsóbeleddel együtt Beled néven önálló község lett. 2001-ben Felsőbeleden 207 lakos élt.